# Santa Maria in Traspontina

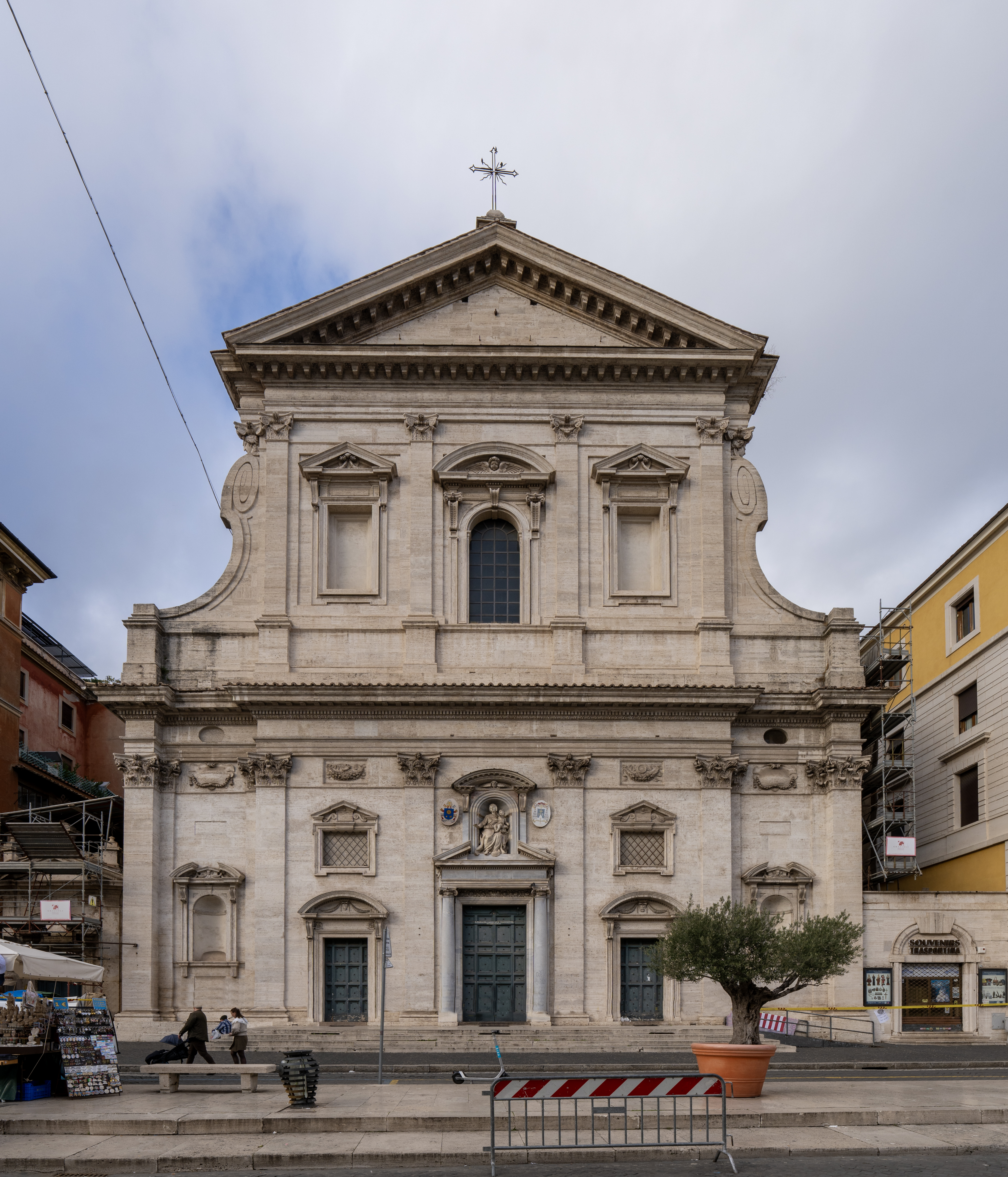
Die Fassade von Mascherino und Peruzzi d. J.

Santa Maria in Traspontina (lat.: Sanctae Mariae in Transpontina) ist eine Kirche in Rom. Sie entstand am heutigen Standort im Wesentlichen im 16. Jahrhundert, wurde aber erst 1668 vollendet. Sie ist auch Titelkirche der römisch-katholischen Kirche.

## Lage
Die Kirche liegt im XIV. Rione Borgo an der Via della Conciliazione, etwa 350 Meter westlich der Engelsburg.

## Geschichte und Baugeschichte

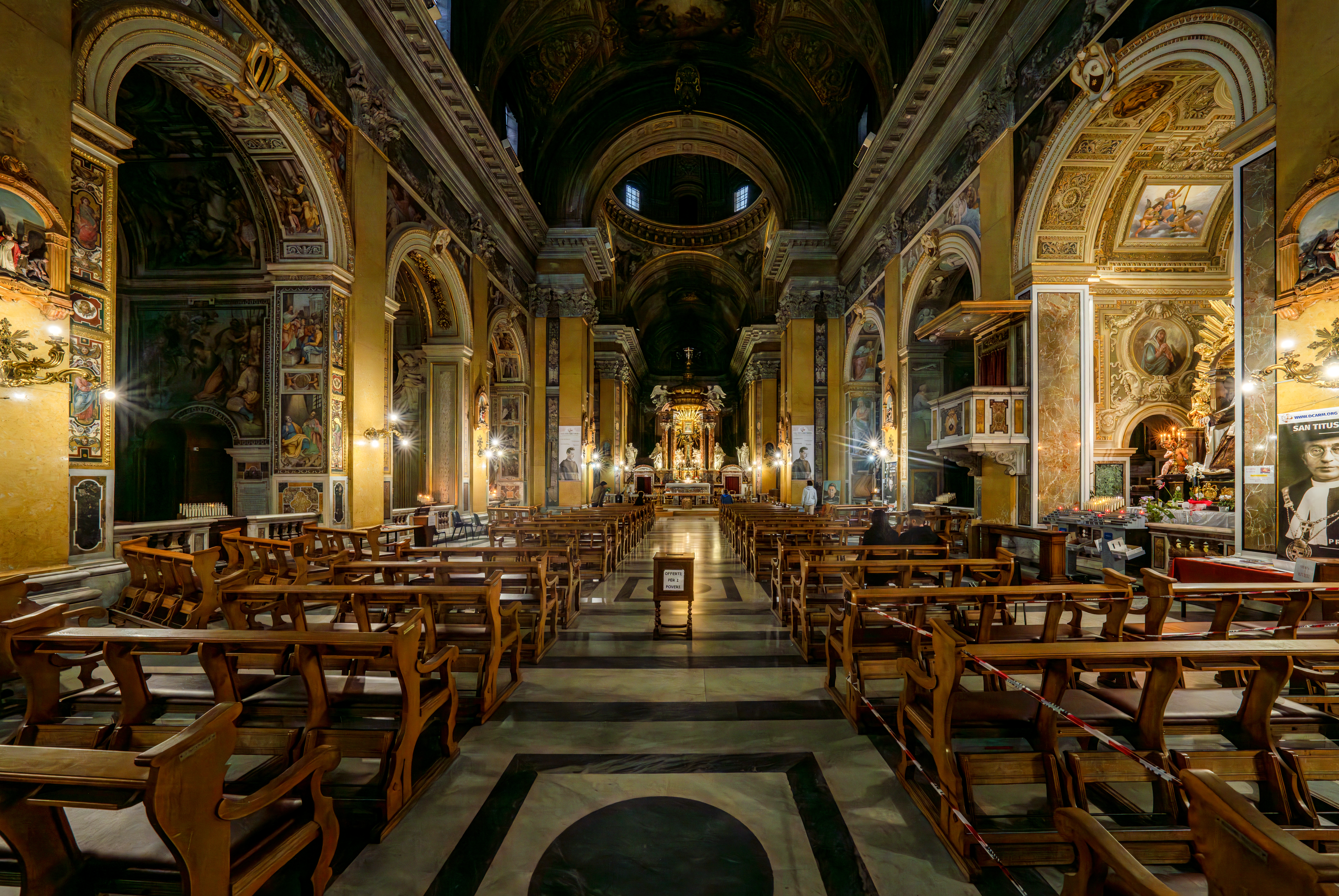
Blick in das Langhaus zum Hochaltar

Eine aus dem 12. Jahrhundert stammende, näher an der Engelsburg liegende Kirche, die damals an der Engelsbrücke auf der linken Tiberseite lag, wurde im Zuge von Ausbauten der Befestigungsanlagen der Engelsburg 1564 niedergelegt. Von dieser, der alten Lage hat sie ihren Namen traspontina.
Als Ersatz hierfür stiftete Papst Pius V. dem Orden der Karmeliten einen Neubau an anderer, der heutigen Stelle. Die Bauarbeiten unter der Leitung des Sohnes Baldassare Peruzzis, Giovanni Sallustio Peruzzi, begannen 1566. Er errichtete einen Großteil des Langhauses und die meisten Kapellen sowie das untere Geschoss der Fassade. Die Fassade wurde erst 1587 unter der Leitung von Ottaviano Mascherino vollendet, er führte die Bauarbeiten seit 1581. Ebenfalls 1587 wurde die Kirche geweiht, obwohl sie in großen Teilen noch nicht fertiggestellt war. Der Turm, das Querhaus, der Chor und die Sakristei wurden unter Francesco Peparelli bis 1637 errichtet. Die Kuppel als jüngstes Bauteil wurde erst 1668 von Francesco Peparelli errichtet. Sie verfügt über keinen Kuppeltambour, weil die Artillerie auf der Engelsburg durch die Höhe einer solchen Kuppel mit Tambour in ihrem Schussfeld beeinträchtigt worden wäre.
Am 21. Oktober 2019 wurden mehrere in der Kirche ausgestellte Fruchtbarkeitsstatuen von traditionalistischen Katholiken geraubt und in den Tiber geworfen, was von Paolo Ruffini, dem Leiter der vatikanischen Kommunikationsabteilung, als Diebstahl und Verstoß gegen den Geist des Dialogs kritisiert wurde. Die Statuen der südamerikanischen Erdgöttin Pachamama wurden unversehrt aus dem Fluss geborgen, wie Papst Franziskus bekannt gab. Der Papst bat als Bischof von Rom um Vergebung, die Nationalpolizei nahm die Statuen in Verwahrung. Zu der Tat bekannte sich nachträglich der österreichische Demo-für-alle-Aktivist Alexander Tschugguel.

## Äußeres
Die Fassade ist fünfachsig und zweigeschossig gestaltet. Die Achsen werden von Pilastern mit Kapitellen korinthischer Ordnung gegliedert, die beiden äußeren Achsen sind gegenüber den inneren zurückgesetzt, erst die Eckpilaster heben die Fassade zu den Seiten hin wieder auf die Ebene der inneren Achsen. Die Flächen der äußeren Achsen sind mit Rundnischen unter einem durchbrochenen Segmentgiebel versehen. Die mittlere Achse enthält den als Ädikulaportal gestalteten Zugang, zwei Dreiviertelsäulen mit Kapitellen ionischer Ordnung flankieren diesen. Der durchbrochene Dreiecksgiebel des Portals wird von einer Rundnische mit einer Statue der Kirchenpatronin überfangen. Die beiden daneben liegenden Achsen mit den seitlichen Zugängen, jeweils mit nicht durchbrochenen Segmentgiebeln gestaltet, geben die Verhältnisse im Inneren nicht wider, da die Kirche keine Seitenschiffe hat.
Das Obergeschoss greift über dem verkröpften Gesims das Programm des unteren Geschosses auf. Die seitlichen Achsen entfallen bis auf die seitlich zwischen den Geschossen vermittelnden Voluten. Die mittlere Achse enthält ein Rundbogenfenster unter einem Segmentgiebel, während die daneben liegenden Flächen mit hochrechteckigen Nischen unter Dreiecksgiebeln gestaltet sind. Die Fassade wird von einem schlichten Dreiecksgiebel gekrönt.
Die als „edel“ geltende Fassade war lange Zeit nicht so sichtbar wie heute, da sie mitten im Gewirr der alten Bebauung des Borgo lag. Ihre heutige prominente Sichtbarkeit erhielt sie erst durch die unter Benito Mussolini unter Abriss eines Großteils der Häuser des Viertels durchgeführten Anlage der Via della Conciliazione in ihrer heutigen Form.

## Inneres und Ausstattung

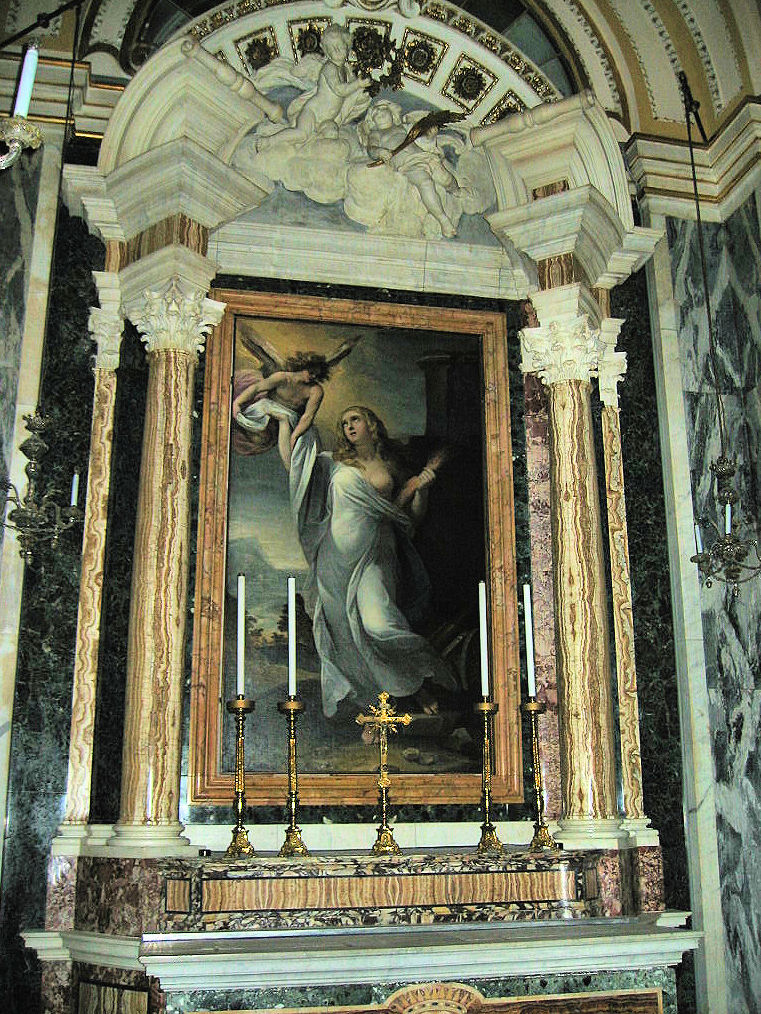
Die Hl. Barbara von Cavalier d’Arpino

Das Gebäude ist vom Grundriss her in Form eines lateinischen Kreuzes ausgeführt. Das Langhaus wurde als einschiffiger Saal errichtet, der beiderseits von fünf rundbogig geöffneten, untereinander verbundenen Seitenkapellen begleitet wird. Den Langhauswänden und den Pfeilern der Vierung sind Pilaster mit Kapitellen korinthischer Ordnung vorgeblendet. Die Kirche ist ein charakteristisches Beispiel für einen römischen Sakralbau der Renaissance.
Das Bauwerk enthält Fresken von Heiligen des Karmeliterordens, sie wurden von Domenico Cerrini 1637 geschaffen, dieser war ein Schüler Guido Renis.
Der prächtige Hochaltar ist als Baldachinaltar gestaltet, die Entwürfe stammen von Carlo Fontana. Er enthält ein als wundertätig geltendes Marienbild des 13. Jahrhunderts. Daneben befindet sich ein Säulenstumpf, der Legende nach soll dieser der Überrest derjenigen Säule sein, an der der Hl. Petrus sein Martyrium erlitt.
Die Kapelle des Kreuzes enthält auf dem Altar ein aus dem Vorgängerbau des 12. Jahrhunderts stammendes Kreuz.
In der Kapelle des Hl. Albert wurden die Fresken mit der Darstellung von Szenen aus dem Leben des namensgebenden Hl. Albert von Antonio Circignani genannt Pomarancio in der zweiten Hälfte des 16. Jahrhunderts geschaffen.
Die Kapelle der Hl. Barbara enthält ein Gemälde der Heiligen, es wurde von den Artillerietruppen der Engelsburg als „Ausgleich“ für das Verbot des Baus des Kuppeltambours gestiftet. Gewählt wurde das Motiv, weil die Heilige Schutzpatronin der Artilleristen ist, geschaffen wurde das Bild von Cavalier d’Arpino.

## Trivia
Juan Gómez-Jurados Thriller Der Gottesspion spielt zu einem Teil in der Kirche. Zwei der Opfer des Mörders werden dort in einem unterirdischen Raum gefoltert und getötet. Der Leichnam einer der Figuren, eines Kardinals, wird in der Kapelle des Hl. Thomas aufgefunden.

## Öffnungszeiten
Die Kirche ist vormittags von 06:30 bis 13:00 Uhr und nachmittags bis in den Abend von 16:00 bis 19:30 Uhr geöffnet.